# 허위통신죄
허위통신죄는 전기통신기본법의 규정으로, 제47조 제1항으로 명시된 '공익을 해할 목적으로 전기통신설비에 의하여 공연히 허위의 통신을 한 자는 5년 이하의 징역 또는 5천만원 이하의 벌금에 처한다.'를 일컫는다. 1961년 12월 30일 전기통신기본법이 제정되면서 생겨났으며 이후 형량의 변경 등 약간의 변화가 있었으나 구성요건은 바뀐 것이 없었다.

## 역사
법률이 제정된 이후 2008년 6월 20일에 촛불집회 여대생 사망설 관련 글을 게시한 사람에 대하여 사상 처음으로 허위통신죄를 적용하여 기소되고 그해 12월 12일 '촛불시위 여성 성폭행' 글을 게시한 김모씨가 헌법소원을 하였다. 검찰이 다음 아고라에서 '미네르바'라는 필명으로 활동한 바가 있는 박대성에 대하여 2009년 1월 22일에 구속기소를 하자 변호인단이 위헌법률심판 제청을 신청하였으나 2009년 4월20일 법원이 무죄를 선고하면서 "재판의 전제성이 없다"는 이유로 위헌법률심판제청 신청을 기각하자 2009년 5월 14일에 헌법소원을 하였다. 
이에 대하여, 국가인권위는 2009년 7월 1일 헌법재판소에 위헌 의견을 제출하였고 헌법재판소는 2009년 12월10일 공개변론을 거쳐 2010년 12월28일 위헌결정을 하였다.
이명박 정부 초반에 정부에 대하여 비판적 의견을 제시한 사람에 대하여 집중적으로 적용된 법률 규정으로 헌법재판소에 의하여 위헌 결정으로 폐지되었으나, 옥스퍼드영어사전이 2016년 올해의 단어에 “진실과 허위의 경계마저 허물어진” 모호한 시대상황을 잘 반영하는 ‘탈진실’(post-truth)을 선정하고, 도널드 트럼프 미합중국 대통령 당선과 영국의 유럽연합(EU) 탈퇴 등과 관련하여 전세계적으로 SNS를 통한 가짜 뉴스가 범람하게 되었다. 
2017년 8월 6에 자유한국당 송희경 의원은 가짜뉴스에 대한 정의와 이를 유포한 사람에 대한 처벌 근거, 포털과 SNS 사업자의 가짜 뉴스에 대한 삭제의무및 의무 위반에 대한 제재 근거를 담은 정보통신망 이용촉진 및 정보보호법 개정안과 허위·왜곡보도 근절을 위한 언론의 사회적 책무 규정을 신설하는 내용 등을 담은 언론중재법 개정안을 같이 발의하였다.

## 해외의 사례
2017년 9월 선거를 앞둔 독일 메르켈 정부 입장에서 무분별한 가짜뉴스를 차단할 필요가 있어 인종차별적 발언이나 가짜뉴스를 발견한 24시간 내에 삭제해야 하고 조금 모호한 뉴스일 경우 7일 내에 조치를 취해야 하며 이를 위반하면 최대 500만 유로 벌금을 부과할 수 있도록 정한 일명 페이스북법으로 불리는 네트워크 운용법을 독일 의회에 제출하였으나 "기준 자체가 모호하다", "어떤 것이 범죄적인, 혹은 처벌받을 만한 내용인지에 대한 사례나 가이드라인이 명확하지 않다"는 비판과 함께 "포괄적인 기준만으로 처벌할 경우 자칫 자유로운 사상 공론장을 옥죌 뿐만 아니라 민주주의의 근간인 언론 자유를 침해할 우려가 있다"는 이유로 의회에서 폐기되는듯 하였으나 독일 연방하원은 현지 시각 2017년 6월 30일 본회의에서 이 법안을 의결하였다.